# Eje 1 Poniente
El Eje 1 Poniente es un eje vial y una de las principales avenidas de la Ciudad de México que atraviesa de Norte a Sur la ciudad, siendo una salida principal a algunas avenidas de vía rápida en el norte-centro y sur-poniente de la ciudad.

## Características
Esta Avenida tiene distintos nombres con los cuales la conocen tanto lugareños, capitalinos y otros tantos de la zona metropolitana, considerada un enlace directo al centro y al sur de la ciudad.

### Calzada Vallejo (Tenayuca-La Raza)
El Primer tramo de esta importante avenida se encuentra en los límites con el municipio de Tlalnepantla, siendo una avenida de doble sentido delimitada por un camellón arbolado esto hasta el cruce con la Avenida 3-A donde esta misma toma una forma radicalmente distinta siguiendo una arquitectura tipo Vía Rápida con 2 secciones de vía rápida y 2 laterales, siendo una de ellas dedicada para el sentido Sur-Norte aunque predominante en el sentido Norte-Sur.
Esta sección poseía dos vueltas inglesas para poder agilizar el tráfico, una de ellas se ubicaba en la zona de la Unidad Habitacional La Patera, esta misma servía para funcionar como ingreso a la avenida Othón de Mendizábal o Eje 6 Norte y la siguiente vuelta inglesa en el cruce con la calle de Poniente 128 o Eje 4 Norte esta fue pensada para que los autobuses foráneos tuviesen una mejor alternativa para poder maniobrar con facilidad y llegar a la central camionera del norte. Estas vueltas inglesas fueron retiradas en el 2011 para el paso de la línea 3 del Metrobús. Este tramo solo tiene otros 2 cruces importantes los cuales son con Avenida Cuitláhuac y Avenida Clave.
para compensar la falta de las vueltas inglesas, se permitió el uso de calles alternativas para poder completar el ingreso de los autobuses foráneos a la central camionera del norte, y al Metro Politécnico.
Este mismo Finaliza en el Hospital La Raza.
Sobre esta avenida circula la Línea 3 de Metrobús que inicia en la estación Tenayuca y termina en la estación Pueblo Santa Cruz Atoyac.

### Av. Guerrero y Av. Rosales (La Raza -Paseo de la Reforma)
A partir del Hospital La Raza la avenida es parte de un pequeño distribuidor vial el cual nos da como alternativa continuar por el Eje 1 Poniente, seguir hacia la Avenida de los Insurgentes o en su defecto ir hacia el Circuito Interior.
Siguiendo la primera alternativa la avenida toma las características de un Eje Vial estándar atravesando la colonia San Simón, la Unidad Habitacional Tlatelolco y la Colonia Guerrero teniendo cruce con el Eje 2 Norte Av. Profesora Eulalia Guzmán, Av. Flores Magon, Eje 1 Norte Av. Mosqueta y la Av. México - Tenochtitlan, el ancho de la avenida se reduce un poco antes de llegar a la Av. México - Tenochtitlan, recuperando su ancho estándar hasta el cruce con el Paseo de la Reforma.
El carril confinado del Metrobús a este tramo trajo la reconfiguracion directa con un carril de contraflujo libre para cualquier vehículo y 3 carriles de circulación normal.

### Avenida Bucareliy Av. Cuauhtémoc (Paseo de la Reforma- División del Norte)
La Avenida, aquí anteriormente conocido como la Calzada de la Piedad, reduce su ancho al encontrarse en este tramo, siendo muy reducido el espacio a la vez teniendo problemas de tránsito en horas pico y durante algunas manifestaciones que afectan fuertemente a la avenida a la altura de la glorieta del Reloj Chino y superando este punto la fluidez comienza a ser más evidente hasta llegar al cruce con Avenida Chapultepec donde retoma el ancho estándar de eje vial.
A partir de este punto la avenida pasa a ser un poco más fluida en el tramo que sirve de límite entre la Colonia Roma y la Colonia Doctores teniendo cruces con los Ejes 2 Y 2A Sur y el Eje 3 Sur donde localizamos la estación del Metro Centro Médico, el hospital del IMSS, Centro Médico Siglo XXI, y la zona de hospitales, el cruce con Viaducto tiene una ligera subida y bajada debido a la configuración del entubamiento de este río, asimismo podemos encontrar el centro comercial Parque Delta el cual ocupa el terreno que antes ocupaba el antiguo Parque del Seguro Social.
La avenida se adentra en la residencial colonia Narvarte donde sigue teniendo un ancho importante y cruza con el Eje 4 Sur y con la línea de Metrobús instalada en esta otra importante avenida. Siguiendo la misma se tienen cruces con los Ejes 5 y 6 Sur hasta llegar a la avenida División del Norte es donde finaliza este tramo.
Para sortear los posibles paros de servicio de la línea 3 del Metrobús, se optó por hacerla correr por Avenida Hidalgo, cruzando por paseo de la Reforma y Av. Juárez, hasta llegar a Televisa Chapultepec, de ahí se enfila a la derecha para continuar por la av. del mismo nombre hasta retomar de nuevo el Eje 1 Pte. Sin embargo, cada 28 de cada mes debido a la fiesta de "San Judas Tadeo" se toma un trazo temporal alternativo por Eje 1 Pte. Rosales hasta llegar a reforma y de ahí retomar Av. Juárez, esto sin pasar por la estación Hidalgo.

### Av. Cuauhtémoc, Av México-Coyoacan y Centenario (División del Norte - Centro de Coyoacán)
Es en este punto conocido como "La Glorieta de Riviera" ubicada en una zona residencial y comercial exactamente en los límites de las colonias residenciales colonia Narvarte, Colonia Del Valle y la colonia Letrán Valle. A partir de este punto se nos dan 3 opciones para continuar nuestro camino hacia el sur pudiendo escoger la avenida División del Norte, la Avenida Universidad o en su defecto este mismo eje.
Siguiendo el trazo de este mismo eje nos encontraremos con los Ejes 7, 7A y 8 Sur así como una importante cantidad de establecimientos comerciales y edificios de departamentos residenciales tanto nuevos como antiguos y otro punto importante el cual es la Cineteca Nacional, la cual ofrece funciones diarias de distintas películas tanto culturales como de legado histórico.
Pasando este punto llegamos al Circuito Interior Río Churubusco el cual indica el fin del Eje 1 Poniente en sí pero no es así ya que a partir de aquí la avenida se pasa a denominar Avenida Centenario y reduce considerablemente su tamaño para poder internarse en parte del centro de Coyoacán para seguir siendo una avenida pequeña hasta desembocar en la Avenida Miguel Ángel de Quevedo. Al llegar a esta misma avenida podemos considerar el fin del Eje 1 Poniente.

## Denominaciones
Con el mote de Eje 1 Poniente Antes que el nombre de la avenida es conocida de norte a sur con los siguientes nombres:
- Prolongación Calzada Vallejo (Desde Anillo Periférico hasta Av. 3-A)
- Calzada Vallejo (Desde Av. 3-A hasta Insurgentes Norte/Circuito Interior [Av. Paseo de las Jacarandas])
- Prolongación Guerrero (Desde Insurgentes Norte hasta Eje 2 Norte [Calz. Tlatelolco/Av. Manuel González]
- Guerrero (Desde Eje 2 Norte hasta Eje Cardinal [Av. México - Tenochtitlan])
- Rosales [Desde Eje Cardinal hasta Eje Paseo de la Reforma]
- Bucareli (Desde Paseó de la Reforma hasta Eje 1 Sur [Av. Chapultepec/Dr. Río de la Loza])
- Av. Cuauhtemoc (Desde Eje 1 Sur hasta Eje 8 Sur [Av. Popocatépetl])
- Av. México-Coyoacán [Desde Eje 8 Sur hasta Circuito Interior Sur [Av. Río Churubusco]
- Av. Centenario (Desde Circuito Interior hasta Eje 9 Sur [Av. Miguel Ángel de Quevedo])

## Importancia
La Avenida 3-A también es parte importante de la zona del Eje 1 pues recibe la mayoría del tráfico proveniente del Estado de México con dirección a la Ciudad de México. Asimismo,la Calzada Vallejo, y en parte el contraflujo libre del Eje Central en el tramo de la Colonia Progreso Nacional son vías alternas para poder desfogar el tránsito de esta avenida.
Al igual que el Eje Central Lázaro Cárdenas, El Eje 1 Poniente tiene una importancia muy acentuada dado que es uno de los accesos principales a la Ciudad de México frecuentemente concurrido por gente de la zona metropolitana y de la misma capital.
También es usada por los habitantes del municipio de Tlalnepantla de Baz provenientes de la zona norponiente y por los transportistas pesados quienes se les dio esta avenida como opción para poder llegar a la autopista México-Cuernavaca.
Este mismo eje en conjunto con el Eje Central son las 2 vías más importantes que permiten un rápido acceso al centro de la ciudad de manera eficaz aunque mermado por el tráfico a ciertas horas del día.

## Puntos de interés
El Eje 1 Poniente también tiene algunos puntos de interés que son importantes para la mayoría de la ciudadanía mencionando que pueden ser de servicios y entretenimiento, así como abastecimiento de víveres entre otros, solo unos pocos pueden ser considerados atractivo turístico, mientras que la mayoría de los capitalinos consideran que es una avenida importante con servicios enfocados a todo tipo de poder adquisitivo.
- Plazoleta Comercial Bodega Comercial Mexicana
- La Colonia Santa Rosa
- La Colonia San José de la Escalera
- La Colonia Progreso Nacional
- Plazoleta Comercial Bodega Aurrerá
- Zona Industrial de Vallejo
- Plaza Vía Vallejo
- Centro Médico Nacional La Raza
- Unidad Habitacional Tlatelolco
- Colonia Guerrero
- Edificio El Moro de la Lotería Nacional
- Torre del Caballito (Con la escultura Cabeza de caballo del escultor Sebastián)
- La sede del diario El Universal
- La antigua redacción del diario Excélsior en "La Esquina de la Información".
- Varios cafés y restaurantes localizados en la zona de Bucareli
- Sede de la Secretaria de Gobernación
- Reloj Chino
- Centro Cultural Telmex
- Colonia Roma
- Colonia Doctores
- Zona de Hospitales
- Centro Comercial Pabellón Cuauhtémoc
- Centro Médico Nacional Siglo XXI
- Panteón Francés
- Centro Comercial Parque Delta (Antiguo estadio de béisbol)
- Colonia Narvarte
- Woolworth Etiopía
- Sede del diario La Jornada
- Glorieta de Riviera (intersección con Avenida División del Norte y Avenida Universidad)
- La Cineteca Nacional
- Fabrica de Chocolates y dulces LaPosse.
- Hospital de Xoco y pueblo de Xoco
- Centro de Coyoacán

## Transporte
La Ruta 100 en el pasado tuvo bastantes servicios que le brindaban a esta avenida una conectividad excepcional, así como un número importante de rutas privadas tanto del D. F. como del Estado de México que llegan a la estación del Metro Politécnico. Inclusive esta misma usaba un carril de contraflujo presente en las partes Norte y Sur de esta misma.
Hoy en día podemos encontrar empresas y rutas que usan parte de la avenida o la avenida en toda su extensión

### Rutas que usan parte del Eje 1
Autobuses del Estado de México
- Autobuses Rápidos de Montealto
- Autobuses México Coyotepec y Anexas
- Autobuses Peralvillo Tlalnepantla

Casi la mayoría con una base fija en el Metro Politécnico, ya que por medio de esta vía llegan a este derrotero.
Autobuses de la Ciudad de México
- Ruta 1 Puente de Santiaguito/La Selvita - Metro Hidalgo/Bellas Artes y Ticoman - Ciudad Universitaria.
- Ruta 3 San Juan Ixtacala/Tenayuca La Curva - Metro La Raza.

Esta ruta de microbuses parte desde un punto que está ubicado en el límite del Estado de México San Juan Ixtacala que pertenece al municipio de Tlalnepantla y avanza hacia el Distrito Federal pasando por la avenida 3 y llega hasta el paradero del metro La Raza.
- Ruta 88 Tepe Tokio/Puerto-Chalma/Tlalne San Andrés/Reclusorio Cuautepec - Metro La Raza y Metro Revolución - Tepe Tokio.

Metrobús
- Línea 3 del Metrobús de la Ciudad de México

RTP
- Reclusorio Norte - Metro Hidalgo/Alameda Central(Ruta que anteriormente usaba el eje central hasta la zona de la colonia doctores).
- Ampliación Malacates - Metro La Raza.

### Rutas que usaban Toda la Extensión del Eje 1
- Ruta 1 Tlalne/Valle Ceylan/Reyes Ixtacala - Metro Hidalgo/Obrero Mundial/Ciudad Universitaria.

Anteriormente La Ruta 1 Podía Circular Por el Eje central dando como resultado una ruta de tipo circuito así como la versatilidad de poder llegar a donde uno deseara con el simple hecho de acercarse a eje central si uno iba para el norte y a este eje si uno iba hacia el sur; pero, a partir de las obras del Corredor Cero Emisiones esta avenida cobro importancia como alternativa a la circulación de Ruta 1 puesto que las unidades debían cubrir derroteros al Estado de México, así que de este modo se reactivó un carril de contraflujo que existía desde la época de la Ruta 100 de tal modo que las unidades concesionadas pudiesen regresar a sus bases en territorio mexiquense, asimismo brindando una alternativa al Eje Central en cuanto a transporte.
La zona de Bucareli tuvo más problemas con la implementación del carril confinado pues la reducción de la avenida en este punto dificultaba las maniobras de los microbuses y autobuses, así como el tramo que cruza el Paseo de la Reforma puesto que en el pasado no se usó carril confinado si no que las rutas circulaban por calles alternas. No obstante el carril de contraflujo solo comprende de la avenida Centenario en Coyoacán hasta la zona de la colonia San Simón descartando el tramo norte del eje 1 poniente por lo cual los microbuses deben hacer lo siguiente para poder usar esta alternativa y poder hacer servicio dentro de su ruta establecida:
Después de haber usado avenida Universidad a partir de Coyoacan deben internarse dentro de la colonia de carácter residencial "callejoneando" entre las mismas calles, antes para poder ingresar al eje central, ahora para poder llegar al eje 1 poniente, al llegar al eje 1 las unidades deben pasar un tramo sin confinar de la avenida Centenario para poder continuar su trayecto al norte. Ya estando en la colonia San Simón deben dar vuelta en una calle que colinda con el Circuito Interior, asimismo usando una mínima parte de este mismo para poder reincorporarse a Eje Central en su Tramo por la avenida de los 100 Metros. Cabe mencionar que las rutas concesionadas ahora tienen una mayor conectividad con la ruta Circuito Bicentenario de RTP.
La Línea 3 del Metrobús recorre gran parte de este eje desde Tlalnepantla hasta el Eje 7 Sur Avenida Municipio Libre. Se debe mencionar que parte de la población del municipio de Tlalnepantla quedaría totalmente incomunicada con el centro de la ciudad debido a que el Metrobús solo comprende hasta los límites con el Distrito Federal descartando una ruta de carácter Metropolitano.

### Después de la implementación de la Línea 3 del Metrobús
Actualmente con el inicio de operaciones de la Línea 3 del Metrobús las rutas de microbuses y autobuses de baja y mediana capacidad se han reorganizado de tal forma que estas mismas alimenten al nuevo corredor Quedando organizadas de la siguiente forma.
Autobuses del Estado de México
- Autobuses Rápidos de Montealto
- Autobuses México Coyotepec y Anexas
- Autobuses Peralvillo Tlalnepantla
- Autobuses México Tlalnepantla y Puntos Intermedios
- Autobuses Melchor Ocampo.

En estos casos el recorrido no sufrió cambios de importancia debido a que se les tomó en cuenta para alimentar tanto el nuevo corredor como la estación del Metro Politécnico como ya lo han estado haciendo desde siempre. Solo se les dotó de calles alternativas para poder maniobrar con facilidad hacia esta misma estación, y de manera indirecta recorridos que van hacia el Metro Indios Verdes alimentan la estación Tenayuca con relativa facilidad.
Microbuses y Autobuses Concesionados del D.F.
- Ruta 1 Puente de Santiaguito/La Selvita - Metro Hidalgo/Bellas Artes y Ticomán - Ciudad Universitaria todas cubriendo ruta alternativa por Avenida de los 100 Metros.
- Grupo ITEC Metro Politécnico - Tlalnepantla/Los Reyes Ixtacala, Ruta alternativa creada para brindar servicio alimentador a este corredor así como a la línea 5 del Metro siendo el primer corredor vial Metropolitano
- Ruta 3 San Juan Ixtacala - Metro La RazaCubriendo Rutas alternativas además de alimentar a 3 estaciones del Metrobús y algunas del Metro
- Ruta 88 Tepe Tokio/Puerto-Chalma/Tlalne San Andres/Reclusorio Cuautepec - Metro La Raza y Metro Revolución - Tepe Tokio, En Ambos casos las rutas fueron reconfiguradas también para alimentar el Metrobús y el Metro por lo cual cubren por calles alternas el recorrido.

RTP
- Reclusorio Norte - Metro Hidalgo/Alameda Central(Ruta que anteriormente usaba el eje central hasta la zona de la colonia doctores)a ctualmente también fue reconfigurada para alimentar el Corredor de Metrobús instalado en este mismo eje.
- Ampliación Malacates - Metro La Raza se reorganizó el recorrido para cubrirlo por calles alternativas.